# Hjælpemiddel
Et hjælpemiddel er en genstand, som kan bruges af personer med forskellige typer af funktionsnedsættelser eller sygdomme. Anordningen kan afhjælpe personens bevægelighed eller sansefornemmelser, ved at erstatte en mistet legemsdel eller afhjælpe en kropsfunktion, der har nedsat funktionsevne. Handicaphjælpemidler, som opereres fast på en person, kaldes typisk for proteser.

## Historik
Personer med forskellige funktionsnedsættelser bruger forskellige slags hjælpemidler. Blandt de tidligste hjælpemidler findes krykker og træben.
Hjælpemidlerne blev i løbet af 1900-tallet udviklet og blevet flere, ikke mindst i lande med en bevidst velfærdpolitik. Den tekniske udvikling har ført til tilpassede køretøjer og hjælpemidler, der støtter syn og hørelse. I slutningen af 1900-tallet har computerudviklingen f.eks. gjort det muligt at forvandle tekst til tal eller omvendt.

## Forskellige slags hjælpemidler

### Til hørehæmmede
- Hørerør – Dette var fra begyndelsen et enkelt rør (f.eks. af kohorn) som forstærker lyden. I løbet af 1900-tallet er disse blevet erstattet af elektriske og elektroniske høreapparater, som hænges rundt om øret og kan indstilles til forskellige slags lydmiljøer eller hørenedsættelser.
- Billedtelefoni – Med moderne billedtelefoni (f.eks. Skype) kan døve mennesker bruge sit eget tegnsprog, når de kommunikerer via telefon.
- Blinkende lamper eller vibrerende anordninger erstatter f.eks. vækkeure, for folk som ikke kan høre disse.[2]

### Til personer med synshandicap
- Punktskrift – et alfabet, som kan aflæses med hjælp af følesansen. Typisk med fingerspidserne.
- Forstørrelsesglas eller lignende optiske værktøjer kan bruges til at gøre tekst mere læseligt. Briller er et almindeligt hjælpemiddel.
- Blindestok og/eller førerhund kan bruges af synshandicappede, for at gøre det muligt for dem at bevæge sig udenfor eget hjem.

### Til bevægelseshæmmede
- Stokke og krykker er en grundlæggende hjælp til bevægelseshæmmede, som kun behøver begrænset hjælp til at holde balancen og til støtte.
- Gangstole bruges både af bevægelseshæmmede og af spædbørn i forbindelse med gåtræning.
- En rollator er en udvikling af gangstolen, hvor man har monteret hjul på stolebenet og et håndtag med bremser til at holde på under gang.
- En kørestol er en firhjulet stol, der som regel har et hjulpar, der er større end de andre. Det kan drives med håndkraft eller med batteri.

## Proteser
Indopererede handicaphjælpemidler, som erstatter en manglende legemsdel eller en funktion hos en legemsdel kaldes proteser. Sådanne proteser kan erstatte manglende ben, øjne, ører, hænder eller arme.

### Til personer med medicinske handicaps
- Forskellige slags teknisk udstyr findes for at lette hverdagen for medicinsk handicappede. F.eks. et dialyseapparat til personer med nyreproblemer, eller insulinpumper og blodsukkermåler til personer med diabetes.